# Rusan Kjurktschjan
Rusan Kjurktschjan (armenisch Ռուզան Քյուրքչյան; * 11. März 1930 in Krasnodar; † 6. Dezember 2002 in Jerewan) war eine armenisch-sowjetische Bildhauerin. Mitglied des Künstlerverbandes der UdSSR․

## Leben
Rusan Kjurktschjan studierte in Jerewan am staatlichen Kunst- und Theaterinstitut (Abschlussjahr 1955)․ Zu Beginn arbeitete sie im Bereich der mechanischen Skulptur. Ab den 1960er Jahren tauchten in den Werken von Rusan Kjurktschjan Kombinationen von Elementen aus Bildhauerkunst und Architektur auf.
Sie war mit Stepan Kjurktschjan verheiratet, einem verdienten Architekten der Armenischen SSR. Im Jahr 2023 wurde auf Beschluss des Ältestenrats der Stadt Jerewan die 15. Nork-Straße des Verwaltungsbezirks Nork-Marasch von Jerewan nach Stepan Kjurktschjan und der Bildhauerin Rusan Kjurktschjan benannt.

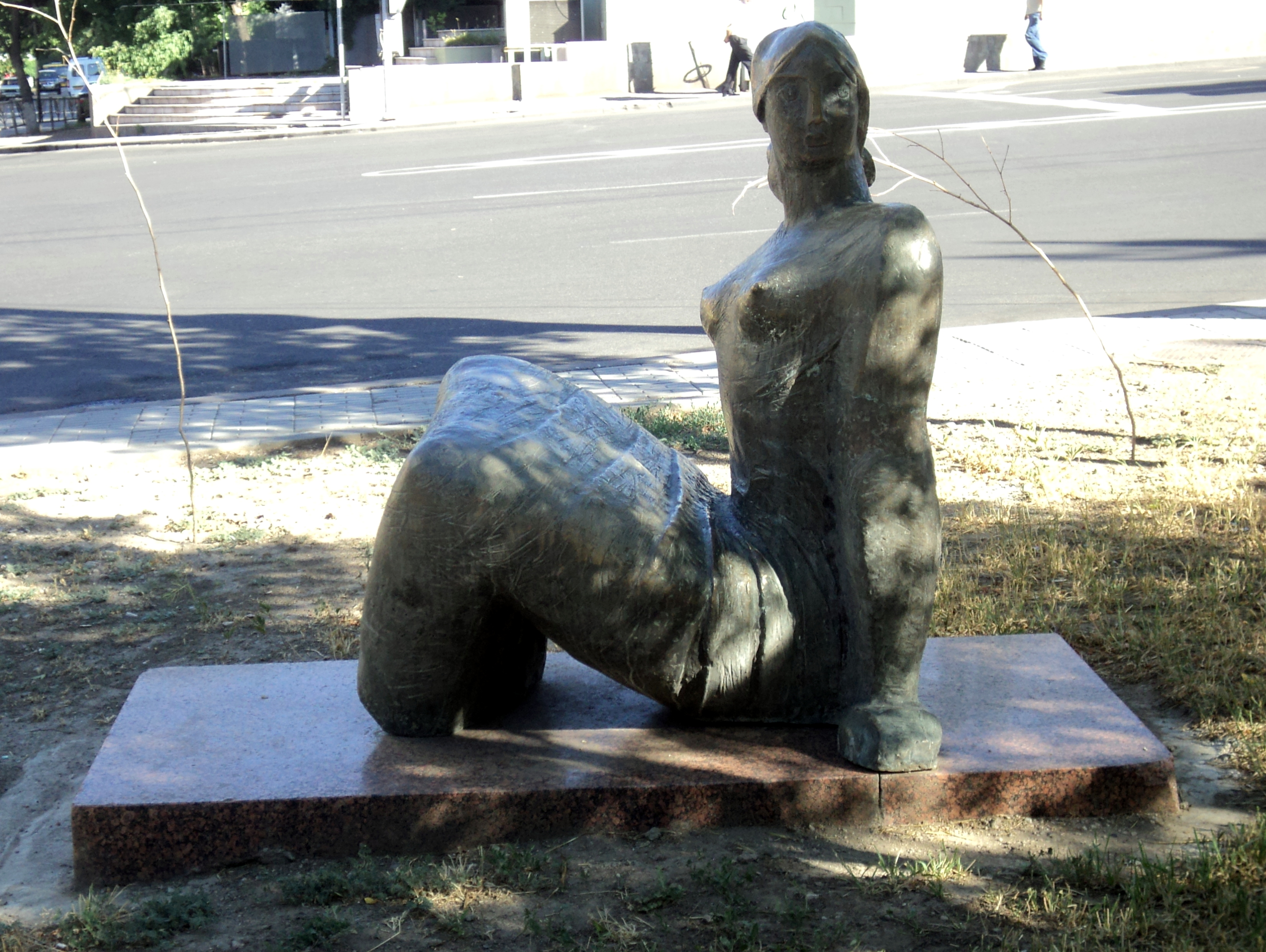
Wiedergeburt (armenisch Վերածնունդ), Jerewan
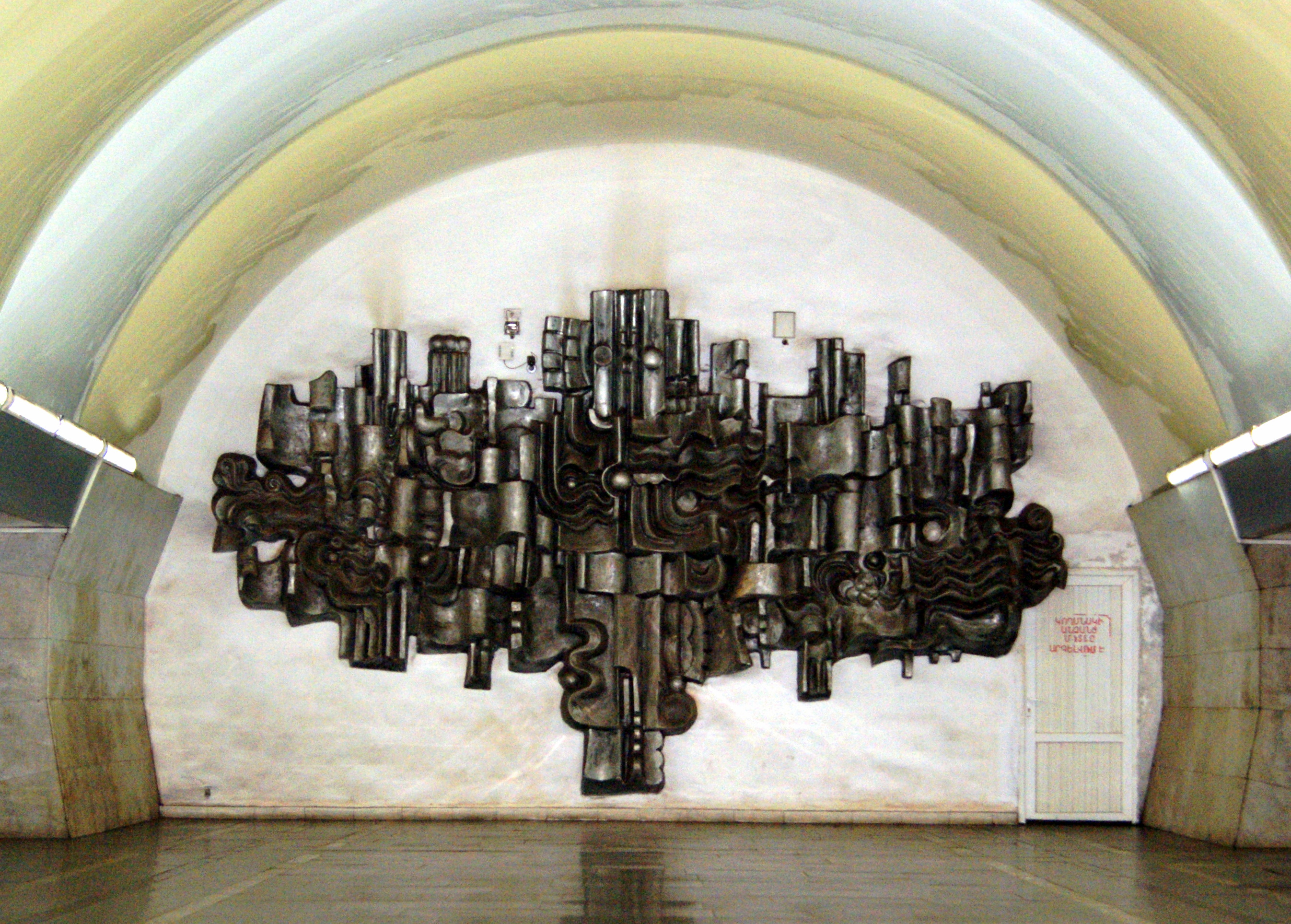
Jugend (armenisch Երիտասարդություն), 1981, Bronzeskulptur an der Wand der U-Bahn-Station Jugend in Jerewan
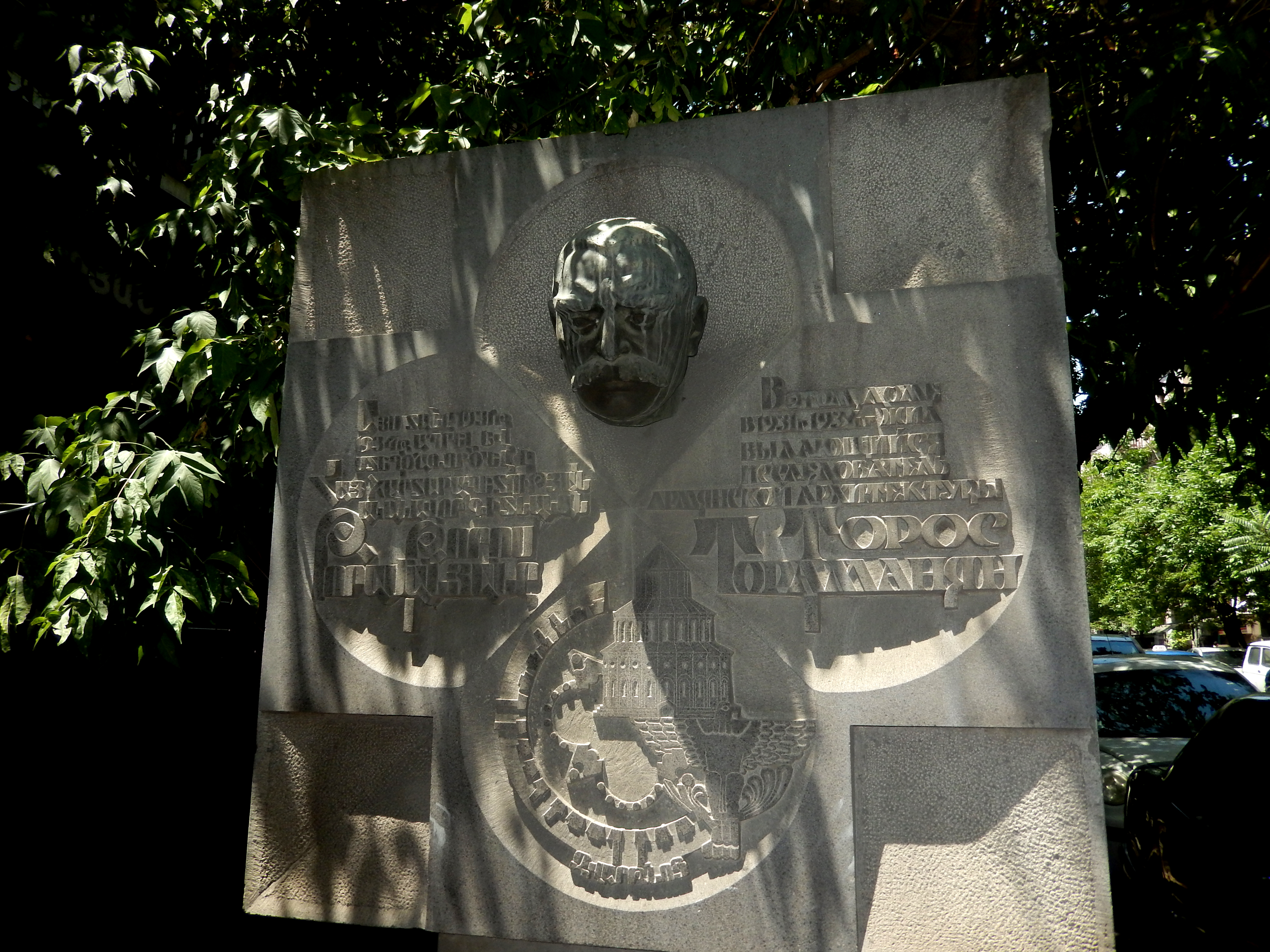
Denkmal für Toros Toramanjan, 1985, Jerewan, Puschkin-Straße
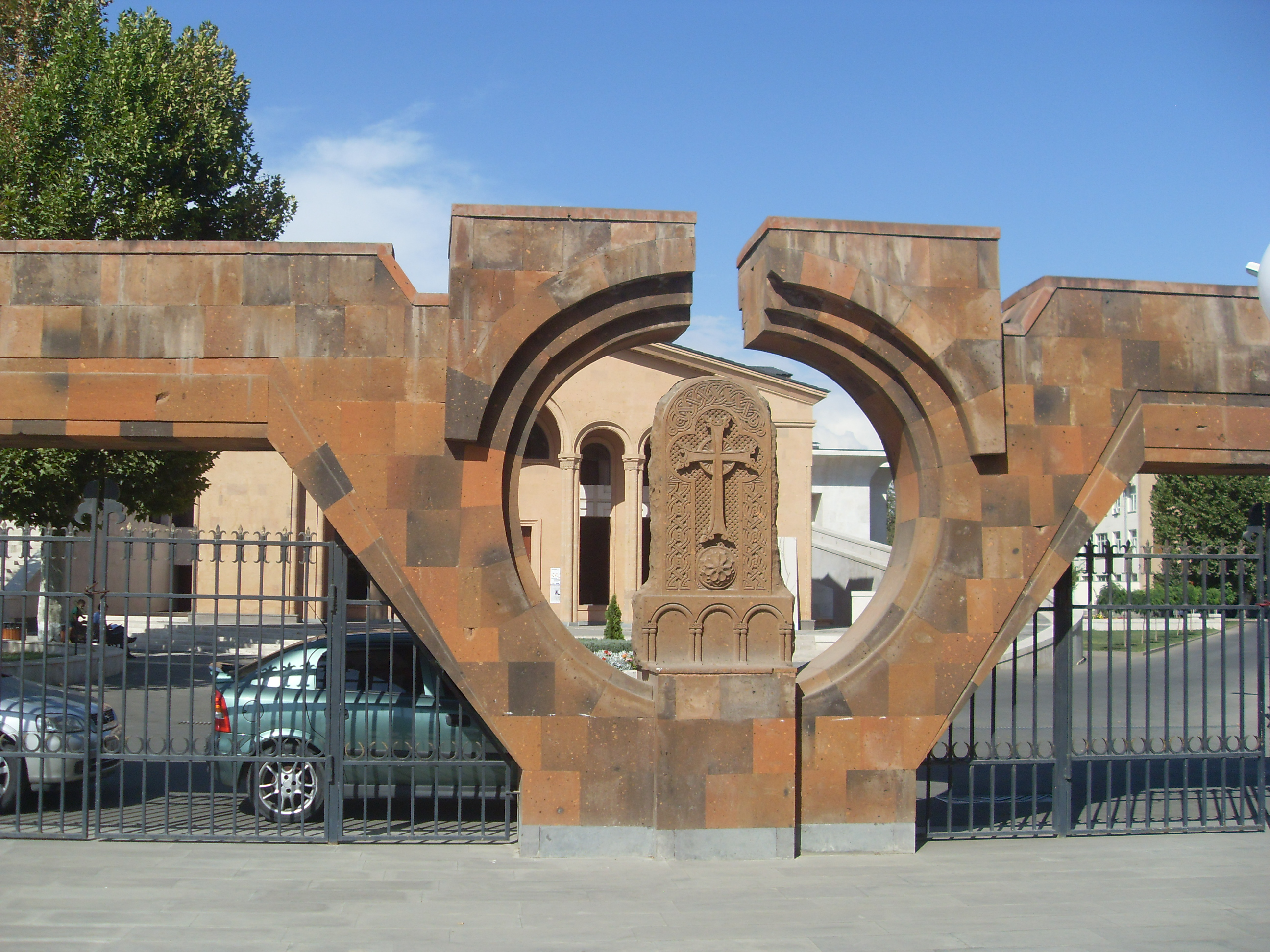
Die Hauptgedenkmauer des Komitas Pantheons